# Arai Kenji
Kenji Arai (sinh ngày 19 tháng 5 năm 1978) là một cầu thủ bóng đá người Nhật Bản.

## Sự nghiệp câu lạc bộ
Kenji Arai đã từng chơi cho Albirex Niigata.